# Rutgers v. Waddington
Rutgers v. Waddington ist ein 1784 vom Mayor’s Court entschiedener Fall. Zusammen mit anderen Fällen aus der Konföderationsperiode erlangte es in der amerikanischen Rechtsprechung als einer der ersten Präzedenzfälle für judicial review an Bedeutung. Es war außerdem einer der bedeutendsten Gerichtsfälle in Alexander Hamiltons Karriere als Anwalt.

## Hintergrund

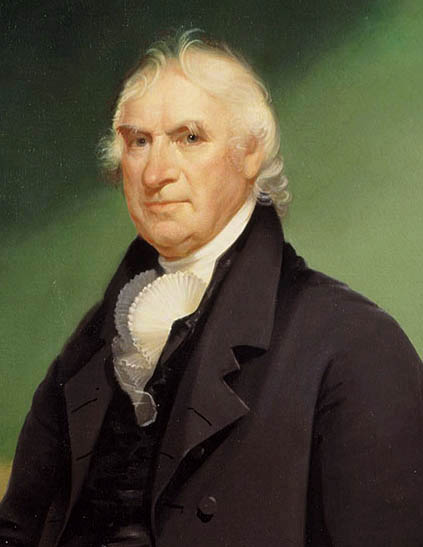
Der anti-loyalistische Gouverneur von New York, George Clinton (1814)

### Politischer Hintergrund
Während des Amerikanischen Unabhängigkeitskriegs kämpften Kolonisten auf beiden Seiten des Konflikts: Patrioten unterstützten die Unabhängigkeit und die Loyalisten befürworteten das Bleiben der britischen Kolonialmacht. Der Krieg wurde von den Patrioten gewonnen. Loyalisten, die in während des Kriegs von der britischen Kolonialmacht besetzten Städten lebten, fürchteten um die Konfiszierung ihres Eigentums, weshalb viele aus den Städten flohen.
Es wurden in vielen Bundesstaaten der Vereinigten Staaten noch während des Krieges Gesetze verabschiedet, die gegen Loyalisten diskriminierten. In New York waren der Act of Banishment und der Act of 22. October 1779 aus den Jahren 1778 und 1779 die ersten Gesetze, die Loyalisten diskriminierten. Der Act of Banishment zwang Loyalisten einen Oath of Allegiance zum Staat New York zu schwören. Der Act of 22. October 1779 war ein Bill of Attainder, der die Festnahme fast aller bedeutenden Personen befahl, die den Act of Banishment nicht befolgt hatten. Ihnen wurde kein ordentliches Verfahren zugestanden. Im Seditious Libel Act of 1781 wurde jede Verteidigung der Krone verboten. 1782 erklärte der Citation Act Schulden an Loyalisten für nichtig. Der Trespass Act von 1783 erlaubte es Patrioten Loyalisten für fehlende Miete zu verklagen, falls die Loyalisten von einer britischen Konfiszierung ihres Eigentums profitiert hatten. Unterstützt wurden diese Gesetze vom Gouverneur George Clinton.

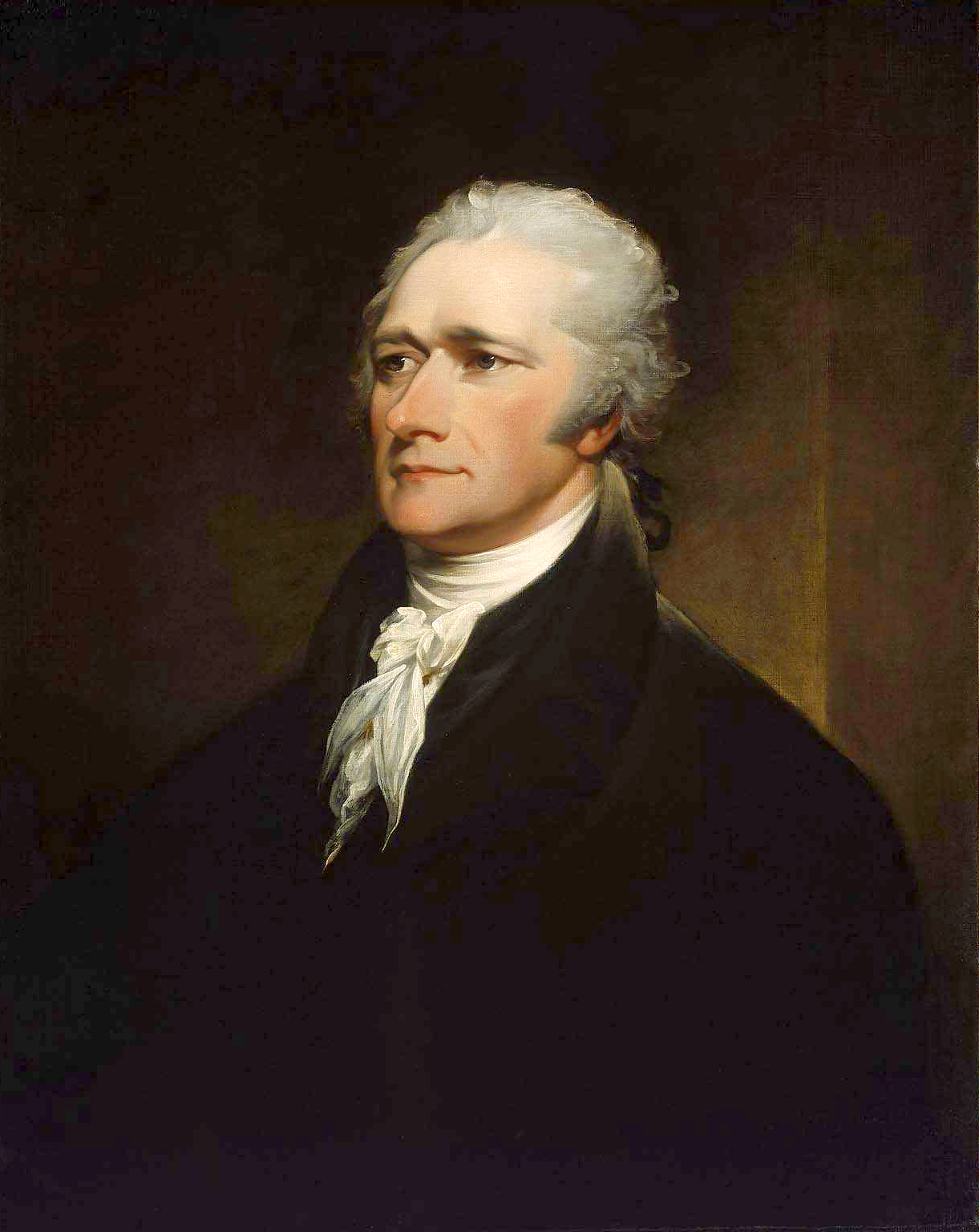
Der führende Anwalt von Waddington, Alexander Hamilton (John Trumbull, 1806)

Schon vor dem Beginn des Verfahrens veröffentlichte Alexander Hamilton, der führende Anwalt von Waddington und während des Unabhängigkeitskrieges ein Aide-de-camp vom Oberbefehlshaber der Kontinentalarmee George Washington, im The New-York Packet Essays unter dem Pseudonym Phocion. Dieser war ein antiker athenischer General, der als besonders gnädig gegenüber seinen Feinden galt. Im Essay stellt er sich gegen die Gesetze gegen Loyalisten und warnt, dass viele loyalistische Fachleute New York verlassen würden. Auch verwies er auf die Rolle der Vereinigten Staaten als das „republikanische Experiment“, weshalb es sich besonders tolerant verhalten müsse, um zu zeigen, dass Demokratie funktioniert. Die Veröffentlichung des Briefes verursachte einen Skandal; Ein anonymes Gedicht beschrieb Hamilton als einen Lysander, der im Militär Ruhm gewinnt, es aber in der Suche nach Reichtum wieder verliert.

### Sachverhalt
1776 floh die patriotische Witwe Elizabeth Rutgers vor der britischen Armee und verließ die erfolgreiche Brauerei ihrer Familie. Diese wurde zwei Jahre später von den Loyalisten Benjamin Waddington und Evelyn Pierrepont von der britischen Autorität unter dem Commisary General gemietet. Joshua Waddington übernahm die Führung der Brauerei. Zu der Zeit war sie aber so weit verfallen, dass laut Benjamin Waddington nur ein alter kupferner Behälter, zwei alte Pumpen und eine löchrige bleierne Zisterne verblieben. Die neuen Inhaber bezahlten 700 £ um die Brauerei zu restaurieren. Ab 1780 zahlten die Inhaber Miete an die britische Autorität unter dem Commander in Chief. Am 23. November 1783, kurz bevor die britische Armee nach dem Ende des Krieges mit dem Vertrag von Paris New York verließen, brannte die Brauerei nieder, was einem Verlust von etwa 4000 £ entsprach. Anthony Rutgers, der Sohn von Elizabeth Rutgers, legte nach dem Rückzug der britischen Armee Klage gegen Joshua Waddington ein und forderte gemäß dem Trespass Act 8000 £.

## Verfahrensverlauf

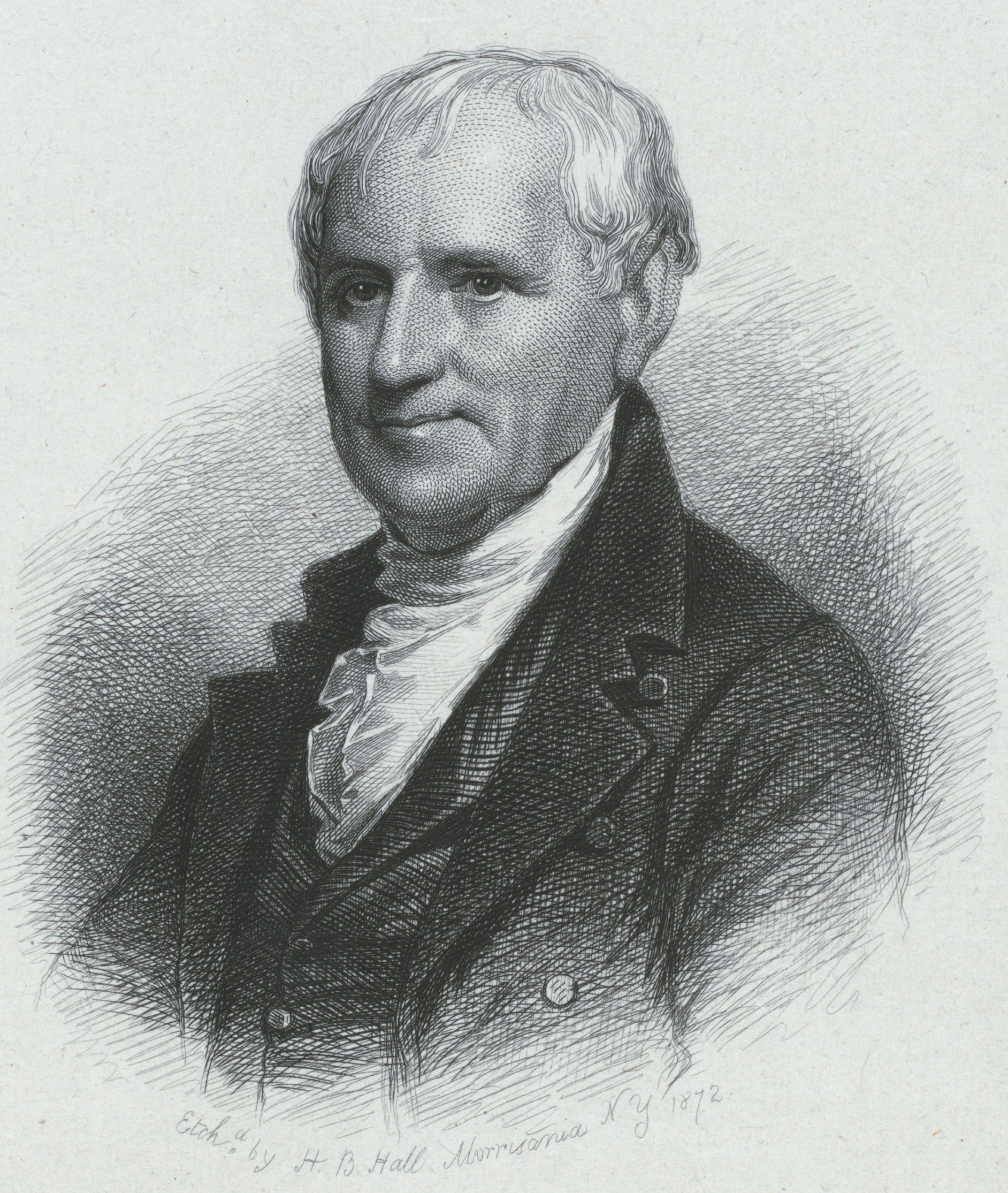
Einer der Anwälte Rutgers, Egbert Benson

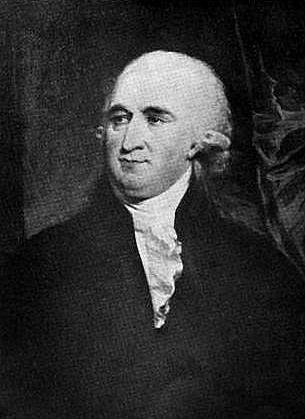
Der Bürgermeister von New York und Richter, James Duane

Waddingtons Anwälte waren Alexander Hamilton, Morgan Lewis und Henry Brockholst Livingston. Rutgers Anwälte waren Egbert Benson, Robert Troup, John Laurence (andere Schreibweise Lawrence) und William Wilcox. Die Richter waren der Bürgermeister von New York James Duane und fünf Aldermen.
Alexander Hamilton argumentierte, dass das Völkerrecht (nach dem Common Law, welches der 35. Artikel der Verfassung von New York adoptiert) der britischen Armee die Vermietung erlaubt, da die Brauerei während eines Krieges besetzt wurde. Der Trespass Act widerspricht also der Verfassung von New York, weshalb der Trespass Act laut Hamilton ignoriert werden sollte. Auch der Vertrag von Paris widerspricht dem Trespass Act. Hamilton sieht nämlich den im Vertrag beschriebenen Schutz von Loyalisten, der nur für Schaden im Kontext des Krieges gilt, hier aufgrund der militärischen Autorität des Commander in Chief als geltend. Die Bedeutung des Vertrages überragt dem des Trespass Act, weil der Vertrag vom Konföderationskongress angenommen wurde und der Kongress der Unabhängigkeitserklärung zufolge, die die Assembly New Yorks (ähnlich einer State Legislature) angenommen hatte, Verträge schließen durfte, die in den ganzen Vereinigten Staaten gelten. Hamilton riet angesichts dieser Gründe dem Gericht, den Trespass Act als invalid zu erklären. Rutgers Anwälte argumentierten, dass Gesetze einer Assembly gegenüber dem Vertrag vom Paris, einer Aktion des Kongresses, Vorrang haben.
Das Urteil von James Duane lautete, dass Waddingtons Miete unter der Autorität des Commander in Chief laut dem Völkerrecht des Common Law rechtmäßig sei, da der Commander in Chief eine militärische Autorität war, weshalb das Völkerrecht während eines Krieges galt. Zwischen 1778 und 1780 bezahlte Waddington die Miete jedoch an eine zivile Autorität, weshalb sie nichtig sei. Also musste er laut dem Völkerrecht des Common Law nur die fehlende Miete zwischen 1778 und 1780 an Rutgers zahlen. Nun musste das Gericht klären, ob das Völkerrecht nach dem Common Law in New York gilt, was es bejaht, da es im 35. Artikel der Verfassung von New York adoptiert wird. Außerdem sei es gegensätzlich zu den Konföderationsartikeln, dass einzelne Staaten dem Völkerrecht nach dem Common Law widersprechen. Darauf etabliert das Gericht, dass der Vertrag von Paris in New York gilt, da die Unabhängigkeitserklärung dem Konföderationskongress, der den Vertrag ratifizierte, die Macht über Frieden und Krieg in den gesamten Vereinigten Staaten gibt. Der Vertrag widerspricht dem Trespass Act, da es als Friedensvertrag eine Amnestie für alle vom Krieg verursachten Schaden impliziert. Er argumentierte also im Beschluss, das Gesetze der Assembly der Verfassung des Staates und den Gesetzen des Konföderationskongresses untergeordnet sind. Gegen Ende des Beschlusses spricht Duane das Argument der Anwälte von Rutgers an, dass die Macht der Assembly unkontrollierbar sei und dass ihre Gesetze unantastbar sind. Er stimmt nur dem ersten explizit zu. Das Urteil des Gerichts war, dass der Trespass Act in diesem Falle nicht gilt, da es gegen den Völkerrecht nach dem Common Law und den Vertrag von Paris widerspricht. Folglich sollte Waddington Rutgers nur die fehlende Rente zwischen 1778 und 1780 zahlen.

## Folgen
Die Entscheidung sorgte für Furore. So wurde am 4. November 1774 ein Offener Brief vom Kaufmann Melancton Smith veröffentlicht, der Duane beschuldigt, den Willen der Bevölkerung zu ignorieren. Die Assembly New Yorks verabschiedete auch eine Stellungnahme, in der sie die Idee des judicial review angreifen. Auch verhinderte es nicht die Verabschiedung mehrerer anderer radikalen Gesetze durch die Faktion um den Gouverneur George Clinton. Hamilton etablierte sich nach dem Verfahren als ein Anwalt für Loyalisten, die er in den nächsten drei Jahren in 65 verschiedenen Fällen verteidigte.